# 轴距
轨道和公路车辆中，轴距是指前后车轮轴心的距离。

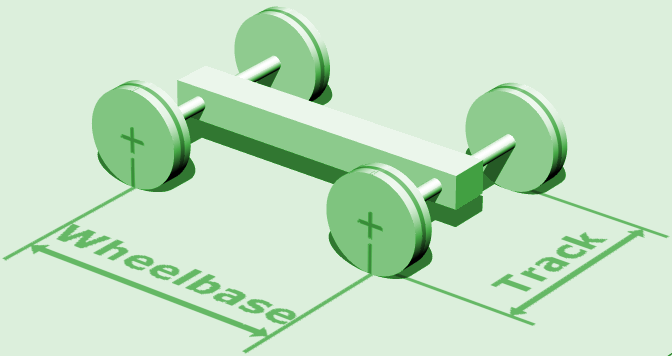
Wheelbase (measured between rotational centers of wheels)

对于具有两个以上车轴的公路车辆（比如部分卡车），轴距是转向（前）轴与驱动轴组中心点之间的距离；对于三轴卡车，轴距是转向轴与两个后轴之间的中点之间的距离。

## 公路车辆
汽车的轴距是指前轮轴心和后轮轴心之间的水平距离。车辆在平衡时的净转力矩为零，由此轴距和各个车轮承受重量的关系可以用以下公式来表述：
{\displaystyle W_{f}={d_{r} \over L}mg}
{\displaystyle W_{r}={d_{f} \over L}mg}
{\displaystyle W_{f}} 是前轮所受重量，{\displaystyle W_{r}} 是后轮所受重量，{\displaystyle L} 是轴距，{\displaystyle d_{r}} 是重心(CG)到后轮的距离，{\displaystyle d_{f}} 是重心到前轮的距离，{\displaystyle m} 是车辆的质量，{\displaystyle g} 是重力加速度。